# Géographie spectacle

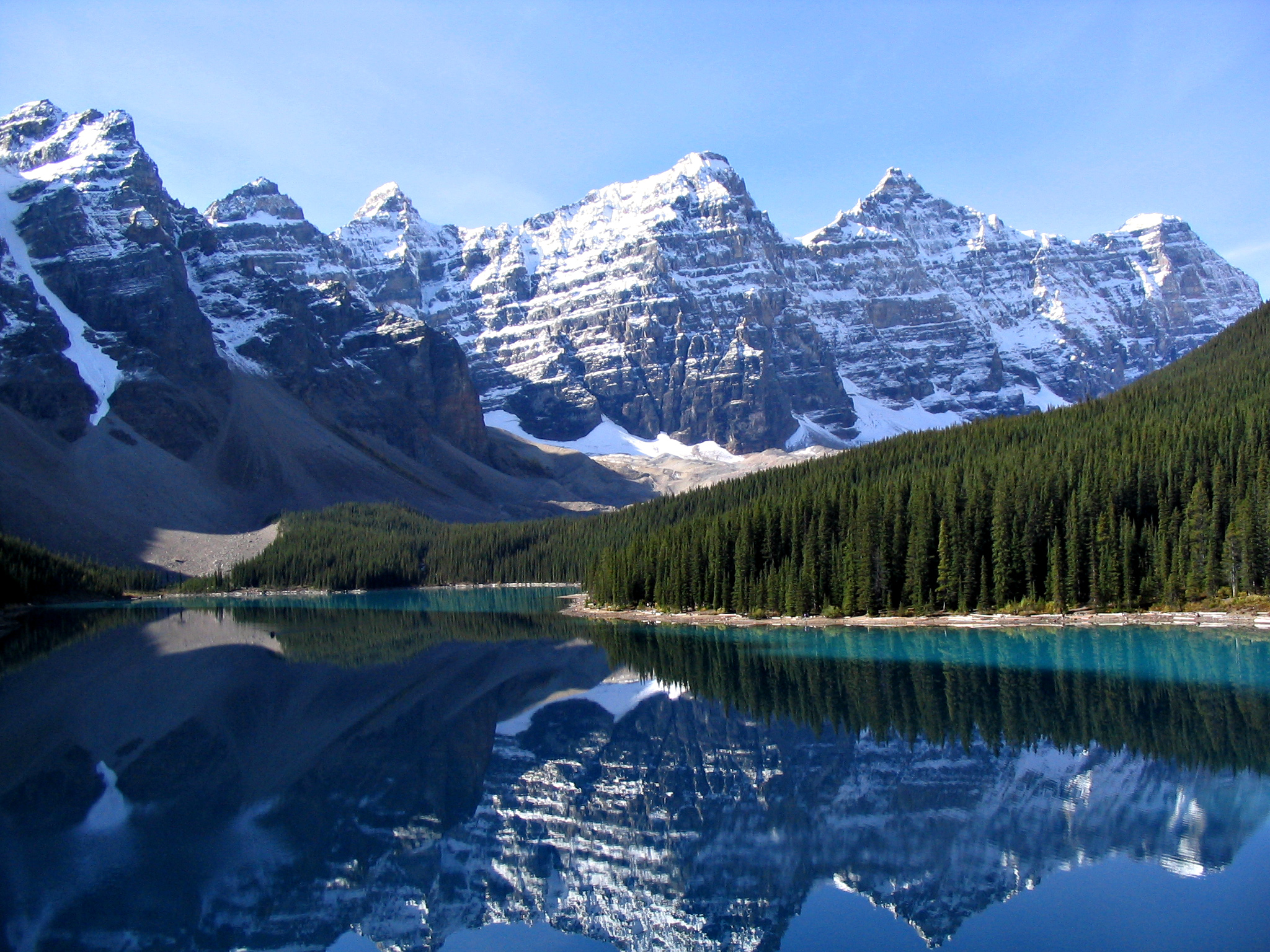
La géographie-spectacle, géographie des « belles images », ici le parc national de Banff au Canada.

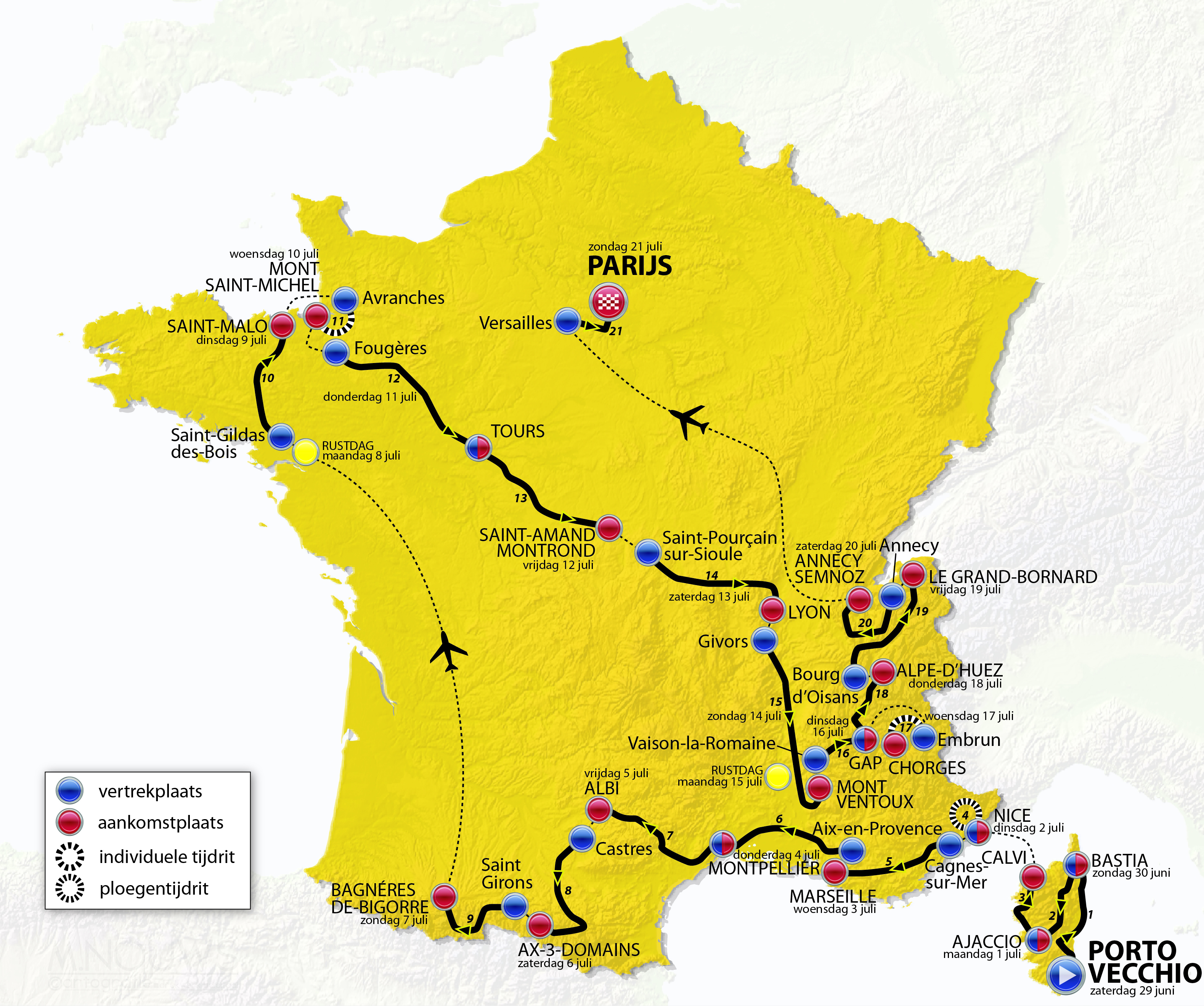
Carte du Tour de France 2013 (en néerlandais) : un objet publicitaire plus qu'un document de rigueur scientifique.

Le concept de géographie-spectacle a été formulé en 1976 par le géographe français Yves Lacoste dans son ouvrage La géographie, ça sert, d'abord, à faire la guerre qui lui permet entre autres de démontrer la fonction stratégique et politique de la géographie, et de critiquer le caractère rébarbatif de la géographie scolaire telle qu'enseignée à l'époque, sans approche polémique. Le concept fait allusion à la façon dont les médias d'information se sont emparés des éléments constitutifs de la géographie (représentations cartographiques, concepts de description de l'espace, etc.) pour en faire un message qu'il juge « inoffensif » et « qui nous place en position de passivité, de contemplation esthétique » de « belles images ». 
En ce sens, le concept est très critique d'une certaine conception de la géographie et de son enseignement, scolaire comme à l'égard du grand public, comme il est également critique du message délivré par les communicants, les mass médias, l'industrie du tourisme. Dans l'édition augmentée de l'ouvrage, en 2012, Yves Lacoste nuance son propos sur la géographie telle que présentée par les médias, en reconnaissant l'importance des représentations de paysages dans l'apprentissage de la géographie, tout en maintenant son reproche fait au tout-image.
Contrairement à la géographie sociale, à la géographie économique, à la géographie politique ou encore à la géographie rurale, et à l'instar d'autres concepts avancés dans l'ouvrage d'Yves Lacoste, la « géographie-spectacle » n'est pas un champ d'études géographique ni même forcément un choix délibéré mais davantage un concept critique, formulé par des scientifiques à l'égard d'un constat, d'une situation donnée qui associe des éléments de géographie à des thématiques, disciplines ou enjeux a priori externes (message touristique et commercial par exemple) par le biais de supports de communication (publicité, œuvre artistique, discours).

## Exemples
Le concept de géographie spectacle paraît pouvoir s'appliquer aux programmes télévisés présentant les territoires avec le souci de la mise en scène et de l'esthétique, et aux campagnes publicitaires vantant les territoires par certains de leurs clichés ou des représentations subjectives (Le Village préféré des Français, les retransmissions du Tour de France cycliste, Des racines et des ailes, Ushuaïa Nature), ou par extension les représentant par une cartographie choisie et orientée (c'est le cas par exemple des cartes du réseau TGV où les distances sont abolies).